# Список правительств Чехословакии
Эта статья содержит хронологический список премьер-министров и правительств на чехословацких землях.

## ПериодПервой республики(1918—1938)
В этом двадцатилетии проведено 4 тура выборов (плюс довыборы в Подкарпатской Руси), действовало 10 премьер-министров и 19 правительств.

### Первая республика (Чехо-Словакия)(1918)
- Председатель правительства Томаш Гарриг Масарик
  - Временное чехо-словацкое правительство (14.10.1918 — 14.11.1918)
провозглашено в Париже 14 октября 1918 года Эдвардом Бенешем и Алоисом Рашином именем чехословацкого народа.

Революционное Национальное собрание Чехословакии 14 ноября 1918 года.
- Председатель правительства Карел Крамарж
  - Правительство Карела Крамаржа (14.11.1918 — 8. 7.1919), Всенародная коалиция.

- Председатель правительства Властимил Тусар
  - Первое правительство Властимила Тусара (8.7.1919 — 25. 5.1920)
приведение к присяге 8 июня 1919 года, Красно-зелёная коалиция.

### Первая республика (Чехословацкая Республика)(1920—1938)
выборы 18 апреля 1920 года (кроме территории Подкарпатской Руси, Глучинска и Ратиборжска; впервые голосовали женщины)
- Председатель правительства Властимил Тусар
  - Второе правительство Властимила Тусара (25. 5.1920 — 15. 9.1920)
приведение к присяге 25 мая 1920 года
отставка 14 сентября 1920, Красно-зелёная коалиция.

- Председатель правительства | Ян Черный (I)
  - Первое правительство Яна Чернего (15. 9.1920 — 26. 9.1921)
приведение к присяге 15 сентября 1920, парламентское правление.

- Председатель правительства Эдвард Бенеш
  - Правительство Эдварда Бенеша (26.9.1921 — 7.10.1922)
приведение к присяге 26 сентября 1921, Всенародная коалиция.

- Председатель правительства Антонин Швегла (I)
  - Первое правительство Антонина Швеглы (7.10.1922 — 9.12.1925)
приведение к присяге 10 октября 1922
 отставка 15 ноября 1925, Всенародная коалиция.

Выборы 15 ноября 1925
- Председатель правительства Антонин Швегла (II)
  - Второе правительство Антонина Швеглы (9.12.1925 — 18. 3.1926)
приведение к присяге 9 декабря 1925, Всенародная коалиция.

- Председатель правительства | Ян Черный (II)
  - Второе правительство Яна Чернего (18.3.1926 — 12.10.1926)
приведение к присяге парламентом 18 марта 1926, парламентское правление.

- Председатель правительства Антонин Швегла (III)
  - Третье правительство Антонина Швеглы (12.10.1926 — 1. 2.1929)
приведение к присяге 12 октября 1926, Коалиция помещиков.

- Председатель правительства Франтишек Удржал
  - Первое правительство Франтишека Удржала (1. 2.1929 — 7.12.1929)
приведение к присяге 1 февраля 1929, Коалиция помещиков.
отставка 27 октября 1929

Выборы 27 октября 1929
- Председатель правительства Франтишек Удржал
  - Второе правительство Франтишека Удржала (7.12.1929 — 29.10.1932)
приведение к присяге 7 декабря 1929, 
отставка 24 октября 1932, Широкая коалиция.

- Председатель правительства Ян Малипетр
  - Первое правительство Яна Малипетра (29. 10.1932 — 14. 2.1934)
приведение к присяге 29 октября 1932, Широкая коалиция.
  - Второе правительство Яна Малипетра (14.2.1934 — 4. 6.1935)
приведение к присяге 14 февраля 1934, Широкая коалиция
отставка 28 мая 1935

Выборы 19 мая 1935
- Председатель правительства Ян Малипетр
  - Третье правительство Яна Малипетра (4.6.1935 — 5.11.1935)
приведение к присяге 4 июня 1935, Широкая коалиция.

- Председатель правительства Милан Годжа
  - Первое правительство Милана Годжы (5.11.1935 — 18.12.1935)
приведение к присяге 5 ноября 1935, Широкая коалиция.
  - Второе правительство Милана Годжы (18.12.1935 — 21.7.1937)
приведение к присяге 18 декабря 1935
отставка 17 июля 1937, Широкая коалиция.
  - Третье правительство Милана Годжы (21.7.1937 — 22.9.1938)
приведение к присяге 21 июля 1938, Широкая коалиция.

- Председатель правительства Ян Сыровый
  - Первое правительство Яна Сырового (22.9.1938 — 4.10.1938)
приведение к присяге парламентом 22 сентября 1938, т. н. Правительство обороны республики, парламентское правление.

## Период послеМюнхенского сговораи времёнвторой мировой войны
В течение этих шести с половиной лет в чешских землях (после Мюнхенского сговора без Судет) существовало пять премьер-министров и шесть правительств, в Словакии (после первого венского арбитража без отобранных территорий) также пять премьер-министров и шесть правительств, за неполные пять месяцев автономии и два дня независимости Подкарпатской Руси два премьер-министра и пять правительств. Также были два правительства в изгнании и правительство Народного фронта.

### Вторая Чехословацкая Республика(1938—1939)

#### Чешские земли
- Председатель правительства Ян Сыровый
  - Второе правительство Яна Сырового (4.10.1938 — 1.12.1938)
приведение к присяге 4 октября 1938

- Председатель правительства Рудольф Беран
  - Первое правительство Рудольфа Берана (1.12.1938 — 15.3.1939)
приведение к присяге 1 декабря 1938

#### Словакия
- Председатель правительства Йозеф Тисо
  - Первое правительство Йозефа Тисо (6./7.10.1938 — 1.12.1938)
  - Второе правительство Йозефа Тисо (1.12.1938 — 20.1.1939)
  - Третье правительство Йозефа Тисо (20.1.1939 — 9.3.1939)

- Председатель правительства Йозеф Сивак
  - Правительство Йозефа Сивака (9.3.1939 — 11.3.1939)

- Председатель правительства Карол Сидор
  - Правительство Кароля Сидора (11.3.1939 — 14.3.1939)

#### АвтономнаяПодкарпатская Русь
- Председатель правительства Андрей Бродий
  - Правительство Андрея Бродия (11. — 26.10.1938)
утверждено после введения автономии чехословацкими властями, распущено как «провенгерское».

- Председатель правительства Августин Волошин
  - Первое правительство Августина Волошина (26.10. — 1.12.1938)
  - Второе правительство Августина Волошина (1.12.1938 — 6.3.1939)
  - Третье правительство Августина Волошина (6. — 15.3.1939)

### Вторая мировая война(1939—1945)

#### Протекторат Богемии и Моравии(1939—1945)
- Председатель правительства Рудольф Беран
  - Второе правительство Рудольфа Берана (16.3.1939 — 27.4.1939)
приведение к присяге 16 марта 1939

- Председатель правительства Алоис Элиаш
  - Правительство Алоиса Элиаша (27.4.1939 — 19.1.1942)
приведение к присяге 24 апреля 1939

- Председатель правительства Ярослав Крейчи
  - Правительство Ярослава Крейчего (19.1.1942 — 19.1.1945)
приведение к присяге 19 января 1942

- Председатель правительства Рихард Биенерт
  - Правительство Рихарда Биенерта (19.1.1945 — 5.5.1945)
приведение к присяге 19 января 1945

#### Первая Словацкая республика(1939—1945)
- Председатель правительства Йозеф Тисо
  - Четвёртое правительство Йозефа Тисо (14.3.1939 — 17.10.1939)

- Председатель правительства Войтех Тука
  - Правительство Войтеха Туки (27.10.1939 — 5.9.1944)

- Председатель правительства Штефан Тисо
  - Правительство Штефана Тисо (5.9.1944 — 4.4.1945)

#### РеспубликаКарпатская Украина(1939)
- Председатель правительства Августин Волошин
  - Четвёртое правительство Августина Волошина (15. — 18.3.1939)
создано после провозглашения независимости

### Правительство в изгнании

#### Париж, Лондон
Чехословацкий национальный комитет создан 17 ноября 1939 v Париже
Правительство Чехословакии в изгнании, правительство в Лондоне, созданное Чехословацким национальным комитетом 9 июля 1940
- Председатель лондонского правительства в изгнании Ян Шрамек
  - Первое правительство в изгнании Яна Шрамека (21.7.1940 — 12.11.1942)
  - Второе правительство в изгнании Яна Шрамека (12.11.1942 — 5.4.1945)

#### Москва
Национальный фронт Чехословакии создан в марте 1945 в Москве, 4 апреля провозглашён чехословацким (временным) правительством, 5 апреля 1945 Кошицкая государственная программа
- Председатель Национального фронта Чехословакии (правительства) Зденек Фирлингер
  - Первое правительство Зденека Фирлингера (4./5.4.1945 — 6.11.1945)

## Период от конца войны до распада страны
В этот период насчитывается десять премьер-министров и 22 правительства. Правительство было одним из исполнительных органов под руководством КПЧ, а премьер-министр был в подчинении её первого, а затем генерального, секретаря.

### послевоенная Чехословакия
- Председатель Национального фронта Чехословакии (правительства) Зденек Фирлингер
  - Второе правительство Зденека Фирлингера (6.11.1945 — 2.7.1946)
утверждено 6 ноября 1945

Выборы в Чехословацкое Учредительное Собрание (26 мая 1946)
- Председатель правительства Клемент Готтвальд
  - Первое правительство Клемента Готтвальда (2.7.1946 — 25.2.1948)
утверждено 2 июля 1946
отставка некоммунистических членов правительства 20 февраля 1948 (кроме Яна Масарика)

### Февраль 1948
- Председатель правительства Клемент Готтвальд
  - Второе правительство Клемента Готтвальда (25. 2.1948 — 15.6.1948)

Выборы в Национальное собрание Чехословакии 1948
- Председатель правительства Антонин Запотоцкий (с 1953 года Вильям Широкий)
  - Правительство Антонина Запотоцкого и Вильяма Широкого (15.6.1948 — 12.12.1954)

Выборы в Национальное собрание Чехословакии 1954
- Председатель правительства Вильям Широкий
  - Второе правительство Вильяма Широкого (12.12.1954 — 11.7.1960)

### ЧССР
Выборы в Национальное собрание Чехословакии 1960
- Председатель правительства Вильям Широкий
  - Третье правительство Вильяма Широкого (11.7.1960 — 20.9.1963)

Выборы в Национальное собрание Чехословакии 1964
- Председатель правительства Йозеф Ленарт
  - Правительство Йозефа Ленарта (20.9.1963 — 8.4.1968)

#### Пражская весна
Выборы в Национальное собрание Чехословакии 1968 (планировались, но были отменены)
- Председатель правительства Олдржих Черник
  - Первое правительство Олдржиха Черника (8.4.1968 — 31.12.1968)
  - Второе правительство Олдржиха Черника (1.1.1969 — 27.9.1969)

#### Нормализация
- Председатель правительства Олдржих Черник и Любомир Штроугал
  - Третье правительство Олдржиха Черника (27.9.1969 — 28.1.1970), был смещён.
  - Первое правительство Любомира Штроугала (28.1.1970 — 9.12.1971)

Выборы в Народную палату Федерального Собрания Чехословакии 1971, (Выборы в Чешский национальный совет 1971, Выборы в Словацкий национальный совет 1971)
- Председатель правительства Любомир Штроугал
  - Второе правительство Любомира Штроугала (9.12.1971 — 11.11.1976)

Выборы в Народную палату Федерального Собрания Чехословакии 1976, (Выборы в Чешский национальный совет 1976, Выборы в Словацкий национальный совет 1976)
- Председатель правительства Любомир Штроугал
  - Третье правительство Любомира Штроугала (11.11.1976 — 17.6.1981)

Выборы в Народную палату Федерального Собрания Чехословакии 1981, (Выборы в Чешский национальный совет 1981, Выборы в Словацкий национальный совет 1981)
- Председатель правительства Любомир Штроугал
  - Четвёртое правительство Любомира Штроугала (17.6.1981 — 16.6.1986)

Выборы в Народную палату Федерального Собрания Чехословакии 1986, (Выборы в Чешский национальный совет 1986, Выборы в Словацкий национальный совет 1986)
- Председатель правительства Любомир Штроугал
  - Пятое правительство Любомира Штроугала (16.6.1986 — 20.4.1988)
  - Шестое правительство Любомира Штроугала (21.4.1988 — 11.10.1988), распущенно 10 октября 1988

- Председатель правительства Ладислав Адамец и Мариан Чалфа
  - Правительство Ладислава Адамеца (12.10.1988 — 7.12.1989)
отставка 7 декабря 1989

#### Ноябрь 1989
- Председатель правительства Мариан Чалфа
  - Первое правительство Мариана Чалфы (7.12.1989 — 10.12.1989)

Выборы в Народную палату Федерального Собрания Чехословакии 1990, (Выборы в Чешский национальный совет 1990, Выборы в Словацкий национальный совет 1990)

### ЧСФР
- Председатель правительства Мариан Чалфа
  - Второе правительство Мариана Чалфы (10.12.1989 — 27.6.1990), т. н. «Правительство национального согласия»
  - Третье правительство Мариана Чалфы (27.6.1990 — 2.7.1992)
отставка 26 июня 1992

Выборы в Народную палату Федерального Собрания Чехословакии 1992, (Выборы в Чешский национальный совет 1992, Выборы в Словацкий национальный совет 1992)
- Председатель правительства Ян Страский
  - Правительство Яна Страского (2.7.1992 — 31.12.1992)

продолжение в Чехии: Список правительств Чехии
продолжение в Словакии: Список правительств Словакии